# اعتراف‌ها بر روی جایگاه رقص
اعتراف‌ها بر روی جایگاه رقص (به انگلیسی: Confessions On A Dancefloor) یک آلبوم از هنرمند اهل ایالات متحده آمریکا مدونا است که در ۱۱ نوامبر ۲۰۰۵ منتشر شد.